# یکه پسته
 یکه پسته ، روستایی است از توابع بخش مرکزی شهرستان تربت جام در استان خراسان رضوی.
این روستا در دهستان جلگه موسی آباد قرار دارد و بر اساس سرشماری سال ۱۳۸۵ جمعیت آن (۱۳۹خانوار) ۶۵۵نفر 
بوده‌است.

## منبع
1. ↑  «نتایج سرشماری ایران در سال ۱۳۸۵». درگاه ملی آمار. بایگانی‌شده از روی نسخه اصلی در ۲۱ آبان ۱۳۹۲.